# Mensje van Keulen
Mensje van Keulen, pseudonyme de Mensje Francina van der Steen, née à La Haye (Pays-Bas) le 10 juin 1946, est une femme écrivain néerlandaise.